# Oleg Artemyev
Oleg Germanovich Artemyev (Riga, 28 de dezembro de 1970) é um cosmonauta russo, integrante de três missões espaciais.

## Biografia
Natural da Letônia, então uma república da URSS, serviu no exército soviético estacionado em Vilnius, na Lituânia, entre 1990-1991. Formando-se na Universidade Técnica Estatal Bauman de Moscou, a partir de 1998 passou a trabalhar na RKK Energia, a grande fábrica de tecnologia espacial da Rússia. Um dos voluntários do programa Mars-500, foi selecionado para a equipe de cosmonautas da Roscosmos em 2003.
Trabalhando em funções em terra no Cosmódromo de Baikonur em 2010 e 2011, em 25 de março de 2014 foi ao espaço como engenheiro de voo da nave Soyuz TMA-12M, para uma missão de longa duração na Estação Espacial Internacional, as Expedições 39 e 40, onde, entre outras tarefas, realizou duas caminhadas espaciais; retornou em 10 de setembro do mesmo ano, após 169 dias em órbita.
Seu segundo voo iniciou-se em 21 de março de 2018, quando foi lançado de Baikonur no comando da nave Soyuz MS-08 para mais uma expedição de longa duração na ISS.  Integrou como engenheiro de voo as Expedições 55 e 56 e nesta última realizou uma caminhada espacial de sete horas de duração – sua terceira – instalando novos experimentos no lado exterior e lançando nano satélites em forma de cubos. Retornou em 5 de outubro de 2018 após passar mais 196 dias em órbita.